# Ganyme tuberculatus
Ganyme tuberculatus es una especie de coleóptero de la familia Ulodidae.

## Distribución geográfica
Habita en Queensland (Australia).